# 賀縉
賀縉（1478年—？），字朝卿，江西吉安府永新縣人，民籍，明朝政治人物。

## 生平
正德二年（1507年）丁卯科江西鄉試第九十一名舉人。正德六年（1511年）中式辛未科會試第三百二十名，登第二甲第一百名進士。

## 家族
曾祖賀恒矱；祖父賀溫，曾任知縣；父賀儀，母蕭氏。慈侍下。